# Farič
Farič je priimek v Sloveniji, ki ga je po podatkih Statističnega urada Republike Slovenije na dan 1. januarja 2010 uporabljalo 233 oseb in je med vsemi priimki po pogostosti uporabe uvrščen na 1.783. mesto.

## Znani nosilci priimka
- Marjan Farič, častnik, predsednik Prekmurskega društva General Maister Murska Sobota
- Matjaž Farič (*1965), plesalec in koreograf sodobnega plesa
- Saša Farič (*1984), smučarka prostega sloga